# Kagemusha
Kagemusha (Brasil: Kagemusha, a Sombra do Samurai / Portugal: Kagemusha - A Sombra do Guerreiro) é um filme japonês de 1980, do gênero drama de guerra, dirigido por Akira Kurosawa.

## Sinopse
Durante o Período Sengoku (guerras civis no Japão) os líderes anseiam conquistar Quioto. Entre eles estão: Shingen Takeda, Nobunaga Oda e Ieyasu Tokugawa. Em 1572, Shingen parte em direcção a Kyoto. Nobunaga e Ieyasu unem esforços para impedi-lo. Shingen aproxima-se demais do campo inimigo e é alvejado por um sniper. Gravemente ferido ele ordena aos seus conselheiros que, se ele morresse, a sua morte seja ocultada a todos durante três anos. Surgem boatos sobre sua morte, mas um sósia assume seu lugar e passa-se por ele, sem ninguém dar por isso. Assim ele cria respeito no clã Takeda e mantém os inimigos distantes, os quais crêem que o líder está vivo.

## Elenco
- Tatsuya Nakadai (Shingen Takeda / Kagemusha)
- Tsutomu Yamazaki (Nobukado Takeda)
- Kenichi Hagiwara (Katsuyori Takeda)
- Jinpachi Nezu (Sohachiro Tsuchiya)
- Shuji Otaki (Masakage Yamagata)
- Daisuke Ryu (Nobunaga Oda)
- Masayuki Yui (Ieyasu Tokugawa)
- Kaori Momoi (Otsuyanokata)
- Mitsuko Baisho (Oyunokata)
- Hideo Murota (Nobufusa Baba)
- Takayuki Shiho (Masatoyo Naito)
- Koji Shimizu (Katsusuke Atobe)
- Noburo Shimizu (Masatane Hara)
- Sen Yamamoto (Nobushige Oyamada)
- Shuhei Sugimori (Masanobu Kosaka)

## Premiações e nomeações
- Recebeu duas nomeações ao Oscar, nas categorias de melhor filme estrangeiro e melhor direção de arte.
- Recebeu uma nomeação ao Globo de Ouro de melhor filme estrangeiro.
- Ganhou dois prémios no BAFTA, nas categorias de melhor realizador e melhor guarda-roupa. Foi ainda nomeado nas categorias de: melhor filme e melhor fotografia.
- Ganhou o Prêmio César de melhor filme estrangeiro.
- Ganhou a Palma de Ouro no Festival de Cannes.